# Cerasus kubotana
Cerasus kubotana là loài thực vật có hoa trong họ Hoa hồng. Loài này được (Kawas.) Ohba mô tả khoa học đầu tiên năm 1992.